# بیچ‌کرفت بارون
بیچ‌کرفت بارون (به انگلیسی: Beechcraft Baron) یک هواگرد دو موتوره پیستونی چندمنظوره ساخت شرکت بیچ‌کرفت است. هواگرد بیچ‌کرفت بارون سفرهای تفریحی هوایی استفاده می‌شود. این هواگرد در سال ۱۹۶۰ میلادی معرفی گردید و از سال ۱۹۶۱ تاکنون تولید شده‌است. در مجموع، تعداد بیشتر از ۶٬۸۰۰ فروند از این هواگرد ساخته شده‌است.